# Alguaire
Alguaire est une commune de la province de Lérida, en Catalogne, en Espagne, de la comarque de Segrià.

## Lieux et monuments
- Le Castell d'Alguaire. Château d'origine arabe.
- Sagrat Cor.

## Personnalités
- Josep Lladonosa i Pujol (1907-1990): Historien.
- Josep Lladonosa i Giró (1938): Cuisinier et chef.